# Zatypota gracilipes
Zatypota gracilipes là một loài tò vò trong họ Ichneumonidae.